# Hanna Pakarinen

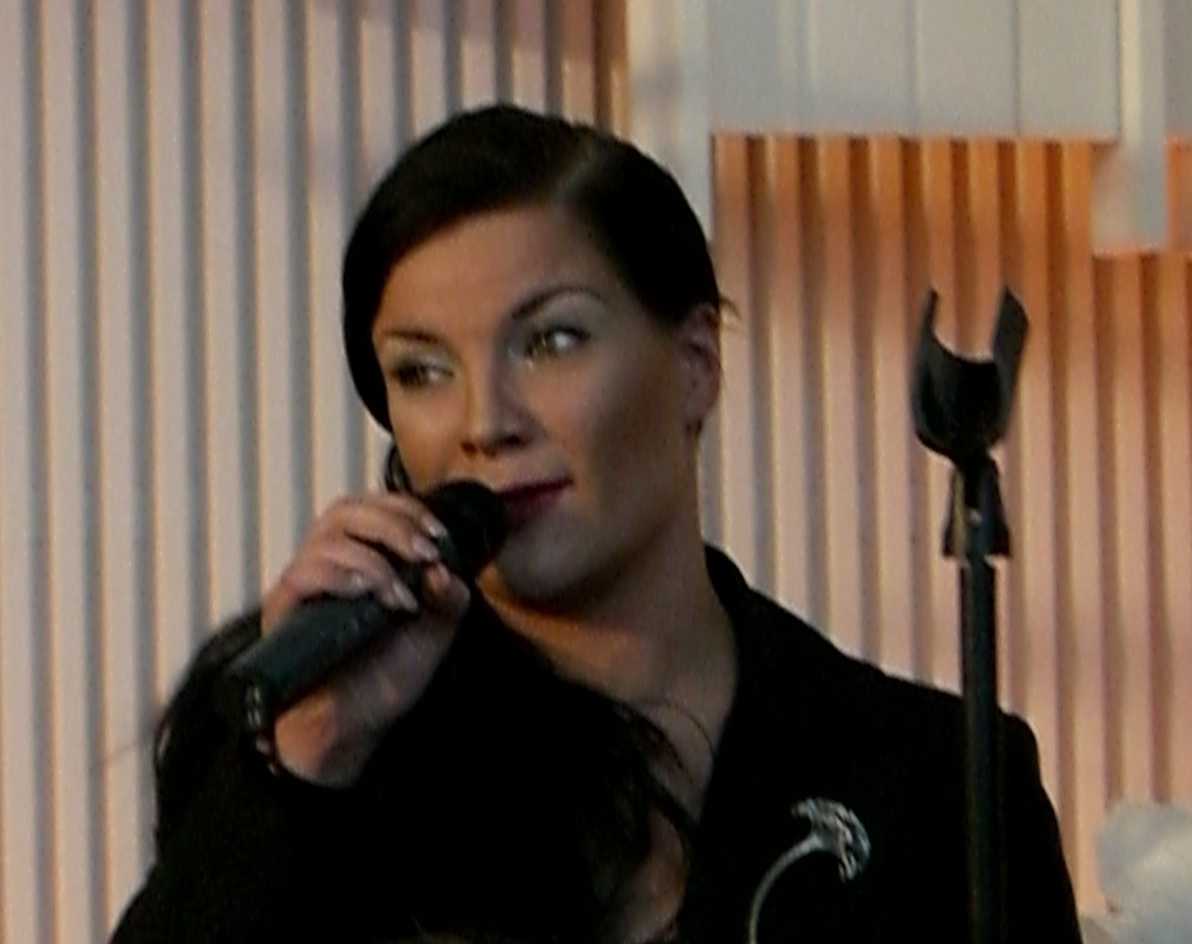
Hanna Pakarinen in der deutschen Botschaft in Helsinki am 10. Mai 2007

Hanna Helena Pakarinen (* 17. April 1981 in Lappeenranta) ist eine finnische Popsängerin, die im Jahr 2004 die erste Staffel der finnischen Version der Castingshow Pop Idol gewonnen hat. Sie erlangte internationale Berühmtheit als Vertreterin Finnlands beim Eurovision Song Contest 2007 in Helsinki.

## Karriere
Hanna Pakarinen ist im Osten Finnlands, nahe der Grenze zu Russland in der Stadt Lappeenranta aufgewachsen. Zurzeit lebt sie in Helsinki. Vor ihrer Teilnahme an der Castingshow Idols arbeitete sie als Gabelstaplerfahrerin in einer Papierfabrik. In dieser Zeit sammelte sie erste musikalische Erfahrungen in diversen lokalen Rockbands. Zusammen mit der Gruppe „Rained“ veröffentlichte sie als Sängerin einige Alben und Singles.
2003 qualifizierte sie sich für die Teilnahme bei der ersten Staffel von Idols. Nach eigener Aussage entschied sie sich für die Teilnahme, als sie Werbung für die Sendung sah und sich dachte, dass es in ihrem Leben nichts mehr gibt und es ihre Chance zum Durchbruch ist, da die professionelle Jury darüber urteilen könne ob sie singen kann oder nicht. Am 9. Januar 2004 trat sie im Finale der Show gegen Jani Wickholm an und präsentierte die Lieder The Best von Tina Turner und Eternal Flame von den Bangles. Sie erhielt insgesamt 431.000 von 713.000 Stimmen (60 %). Sie gewann dadurch 30.000 € und einen Plattenvertrag bei Sony BMG. Anschließend stellte sie das für den Showgewinner eigens komponierte Lied Tulin voittamaan vor.

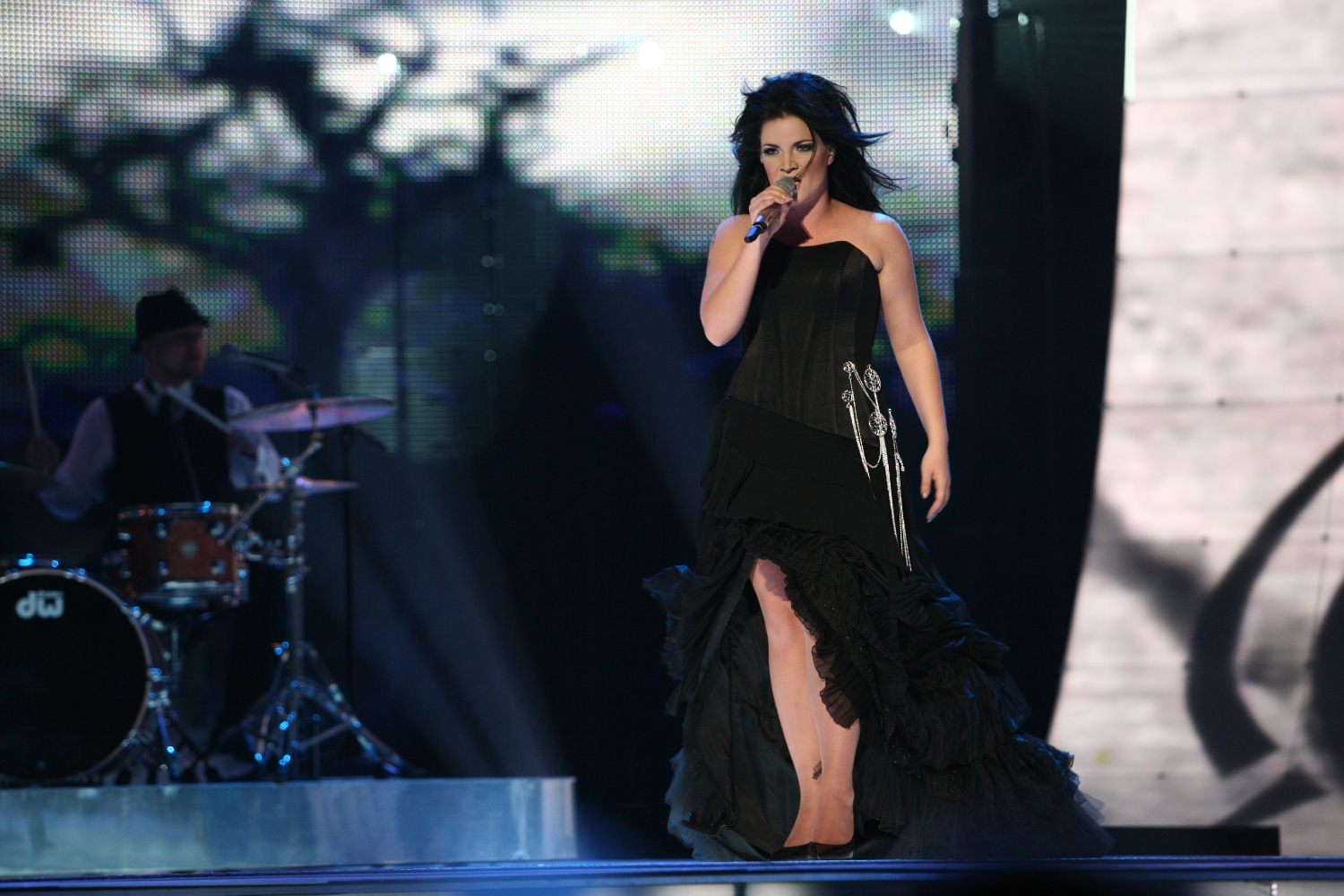
Pakarinen beim Eurovision Song Contest 2007

Ihre erste Single Love Is Like a Song ist eine englischsprachige Version von Tulin voittamaan, stieg auf Platz 1 in die finnischen Charts ein und wurde mit Gold ausgezeichnet. Am 9. Juni 2004 erschien ihr Debütalbum When I Become Me, das für mehrere Wochen Platz 2 in den Charts einnahm und mit Platin prämiert wurde. Das Nachfolgealbum Stronger erschien am 7. September 2005 und erreichte neben Platz 2 in den Album-Charts auch Gold-Status. Die daraus entkoppelte Single Kiss Of Life stieg ebenfalls in die Charts ein. Ihr aktuelles Album Lovers erschien am 14. Februar 2007 und erreichte ebenfalls Gold-Status. Es erreichte Platz 3 der finnischen Charts.
Am 17. Februar 2007 wurde sie bei der Finnischen Vorausscheidung zum Vertreter Finnlands beim Eurovision Song Contest 2007 in Helsinki gewählt. Am 12. Mai präsentierte sie dort das Lied Leave me alone, mit dem sie den 17. Platz belegte. Im Jahr 2015 hatte sie einen Gastauftritt in dem finnischen Kinderfilm Heavysaurus – Ein rockiges Steinzeit-Abenteuer, der auf den Figuren der Band Hevisaurus (deutsch Heavysaurus) basiert.

## Diskografie

### Alben
- 2004: When I Become Me (Sony BMG)
- 2005: Stronger (Sony BMG)
- 2007: Lovers (Sony BMG)
- 2009: Love in a million shades
- 2010: Paperimiehen Tytär
- 2013: Olipa kerran elämä
- 2016: Synnyin, elän, kuolen

### Singles
- 2004: Love Is Like a Song
- 2004: Heaven
- 2004: Fearless
- 2004: How Can I Miss You
- 2004: When I Become Me
- 2005: Kiss of Life
- 2005: Stronger Without You
- 2005: Damn You
- 2007: Go Go
- 2007: Leave Me Alone
- 2007: Hard Luck Woman
- 2007: Black Ice